# Jura (Rîbnița)
Jura (in russo Жура)  è un comune della Moldavia controllato dalla autoproclamata repubblica di Transnistria. È compreso nel distretto di Rîbnița.